# Bastide de Tour Sainte

La Bastide de Tour Sainte est la partie orientale de l'ancien Domaine de Tour Sainte créé dans les années 1850 par Amédée Armand, industriel Marseillais. Elle borde le chemin des Bessons, côté pair, dans le quartier de Sainte-Marthe (14e arrondissement de Marseille). 
La statue monumentale de la Vierge, qui a donné son nom au domaine, se situe à quelque distance, de l'autre côté du chemin des Bessons, dans le quartier de Saint-Joseph.
La bastide comporte un bâtiment de style sobre avec porche et un parc organisé autour d'un plan d'eau, ensemble partiellement inscrit à l'inventaire des monuments historiques, comme une « œuvre majeure de composition paysagère et un élément de premier ordre du patrimoine bastidaire marseillais ». Elle appartient actuellement à une société privée qui y organise des réceptions.

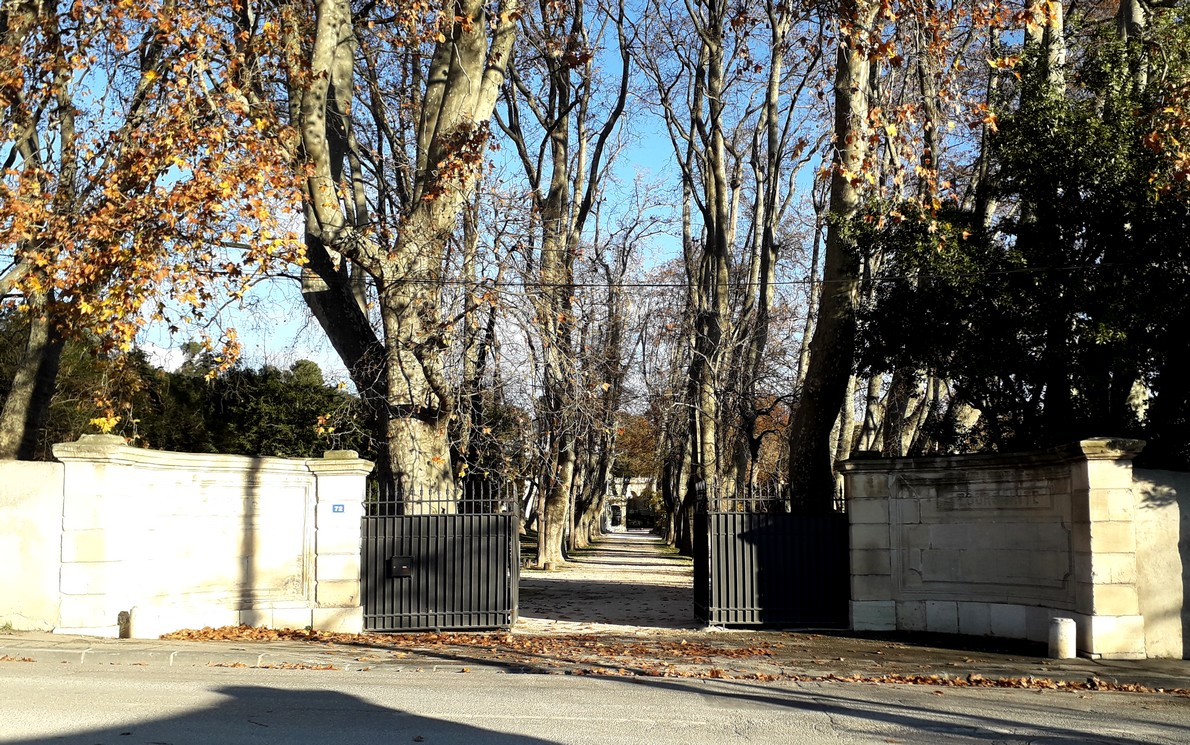
Le portail d'accès à la Bastide de Tour Sainte